# Édouard Odier (1844-1919)
Édouard Odier (17 janvier 1844, Genève - 7 décembre 1919, Cologny) est un avocat, diplomate et homme politique suisse.

## Biographie
Fils de l'agent de change Ernest Odier et de Pauline Aulagnier, frère d'Albert et Jacques Odier, il suit des études de droit à Genève et à Paris, et est membre de Zofingue. Exerçant en tant qu'avocat à Genève à partir de 1868, il est député au Grand Conseil genevois de 1878 à 1906, conseiller d'État de 1900 à 1906 (Militaire, puis Justice et police), conseiller aux États entre 1891 et 1896 et conseiller national de 1897 à 1899, puis de 1902 à 1906.
Membre du Comité international de la Croix-Rouge à partir de 1874, il représente notamment la Suisse à la première conférence de La Haye en 1899.
Prenant part à la création de la légation de Suisse en Russie en 1905, il est ministre de Suisse à Saint-Pétersbourg dès l'année suivante. Il donne sa démissionne à la fin de l'année 1917, suivant les conseils de son ami Gustave Ador.
Il épouse Mathilde Sautter, fille du banquier François-Jules Sautter.